# Federación austriaca de bridge
La Federación austriaca de bridge (en alemán Österreichischer Bridgesportverband - ÖBV) es el organismo nacional de bridge en Austria.

## Historia
Creada en 1929 por Paul Stern, su primer presidente, su sede se encuentra en Viena. Su presidente actual es Doris Fischer y es una de las federaciones de bridge más antiguas. Cuenta con cerca de 2.431 miembros. Es filial de la World Bridge Federation. 

## Organización

### Junta directiva
- presidenta : Doris Fischer
- vicepresidente : Georg Engl (Región oeste)
- vicepresidente : Jörg Eichhölzer (Región este), capitán de la federación
- vicepresidente : Helmuth Ölsinger (Región sur)